# Astragalus rubromarginatus
Astragalus rubromarginatus là một loài thực vật có hoa trong họ Đậu. Loài này được Czerniak. miêu tả khoa học đầu tiên.